# Toudon
Toudon é uma comuna francesa na região administrativa da Provença-Alpes-Costa Azul, no departamento Alpes Marítimos. Estende-se por uma área de 18,56 km², com 227 habitantes, segundo os censos de 1999, com uma densidade de 12 hab/km².